# Moulins de Razel et Chaumeil
Les moulins de Razel et Chaumeil, qui se trouvent dans la commune de Pérols-sur-Vézère, en Corrèze, sont d’anciennes installations de meunerie, qui, restaurées grâce à l’activité d’un association locale de mise en valeur du patrimoine, témoignent de ce qu’étaient les moulins à eau anciens des campagnes corréziennes du XVIIIe siècle et du XIXe siècle.

## Localisation des moulins
Les villages de Razel et de Chaumeil figurent sur la carte de Cassini levée vers 1754. Profitant de la configuration du site de Razel avec sa rivière, les habitants riverains construisent le moulin central dit communal. Un peu plus tard, deux familles plus aisées bâtissent les deux autres moulins.
Ces trois moulins sont inventoriés, dans les dossiers du patrimoine, comme étant :
- le Moulin communal ;
- le Moulin Saugeras ;
- le Moulin Forest.

Le Moulin communal est représenté sur la carte de Cassini, ainsi que sur le cadastre ancien, daté de 1822 ; les deux autres moulins sont postérieurs à cette date. Dans cette région où se situent Bugeat et Pérols-sur-Vézère, le Plateau de Millevaches culmine à près de 1000 mètres. Le dénivelé entre les sommets et la limite basse (700 mètres) permet une certaine hauteur de chute sur le réseau hydrographique ; ce dénivelé est favorable à l’implantation de moulins. Les plus nombreux étaient utilisés pour le grain et la farine produite servait à la consommation des personnes vivant à la ferme et à nourrir le bétail ; la farine consommée dans une ferme utilisait les propres récoltes de chaque exploitation. Le faible débit des ruisseaux exclut les roues verticales sur le flanc du moulin et oblige à utiliser un système de roue horizontale.
Deux notes relatives au nom des lieux où se trouvent ces moulins : Chaumeil vient du pré-gaulois « calm » (« hauteur en friche ») et il s'agit donc ici d'une indication topographique correspondant à la partie haute du site où se trouvent les plus vieilles maisons du village ; Razel vient du gaulois « ratis » (« fougère ») et il s'agit ici d'une indication sur le caractère du couvert végétal que les habitants du village se sont attachés à débroussailler pour mettre en valeur les terres.

## Bâtiments et mécanismes des moulins
La construction rustique, néanmoins très efficace, de ce type de moulins, dits moulins à rodet (ou roudet), facilite la réparation du mécanisme par les utilisateurs. Des matériaux locaux, des techniques bien maîtrisées sont employés : les meules sont en granite, la turbine (ou roudet) en chêne ou en orme de conception très proche des roues de charrette.
Les moulins de Razel et Chaumeil sont caractéristiques des installations de meunerie du Plateau de Millevaches ; les moulins sont rarement installés « au fil de l’eau », c’est-à-dire directement sur le cours d’eau ; beaucoup sont alimentés par un canal de dérivation, ce qui est le cas des Moulins de Razel et Chaumeil. Si le site est favorable, avec une rupture de pente, on échelonne à peu de distance les uns des autres plusieurs moulins ; ainsi, sur le Ruisseau de Bonne, à Razel, les trois moulins sont installés les uns en-dessous des autres, dans la pente.

## Descriptif du plus ancien des trois moulins
Les caractéristiques du moulin communal sont les suivantes :
- Édifice : moulin communal ;
- Localisation : Corrèze ; Pérols-sur-Vézère ;
- Dénomination : moulin ;
- Époque de construction : 1er quart du XIXe siècle (?) ;
- Auteur(s) : maître d'œuvre inconnu ;
- Historique : moulin à eau construit avant 1822 (porté sur l'ancien cadastre) ; il est situé sur une dérivation du Ruisseau de Bonne ;
- Gros-œuvre : granite ; moellon ;
- Couverture : toit à longs pans ; ardoise ; originellement chaume ;
- Dimensions : H = 250 cm ; L = 400 cm ; l = 300 cm ;
- Typologie : roue à cuillères.

## Les moulins dans l’économie locale
Les céréales ont à cette époque une importance primordiale pour les populations rurales pauvres qui, vivant en quasi-autarcie, manquent de tout. Culture du seigle et du blé noir pour l’alimentation humaine (pain, tourtous…), blé noir et avoine pour les animaux, les habitants de Razel sont surtout des éleveurs (porcs gras, moutons, bovins limousins pour les veaux de lait et les bœufs de travail dressés au joug). Cette économie de mouture a survécu jusqu’à la Première Guerre mondiale. Elle a été concurrencée par l’arrivée des moteurs qui actionnaient des broyeurs pour la farine destinée aux animaux. Elle a réapparu épisodiquement durant la Seconde Guerre mondiale, le moulin central de Razel s’arrêtant vers 1970.

## Galerie photographique

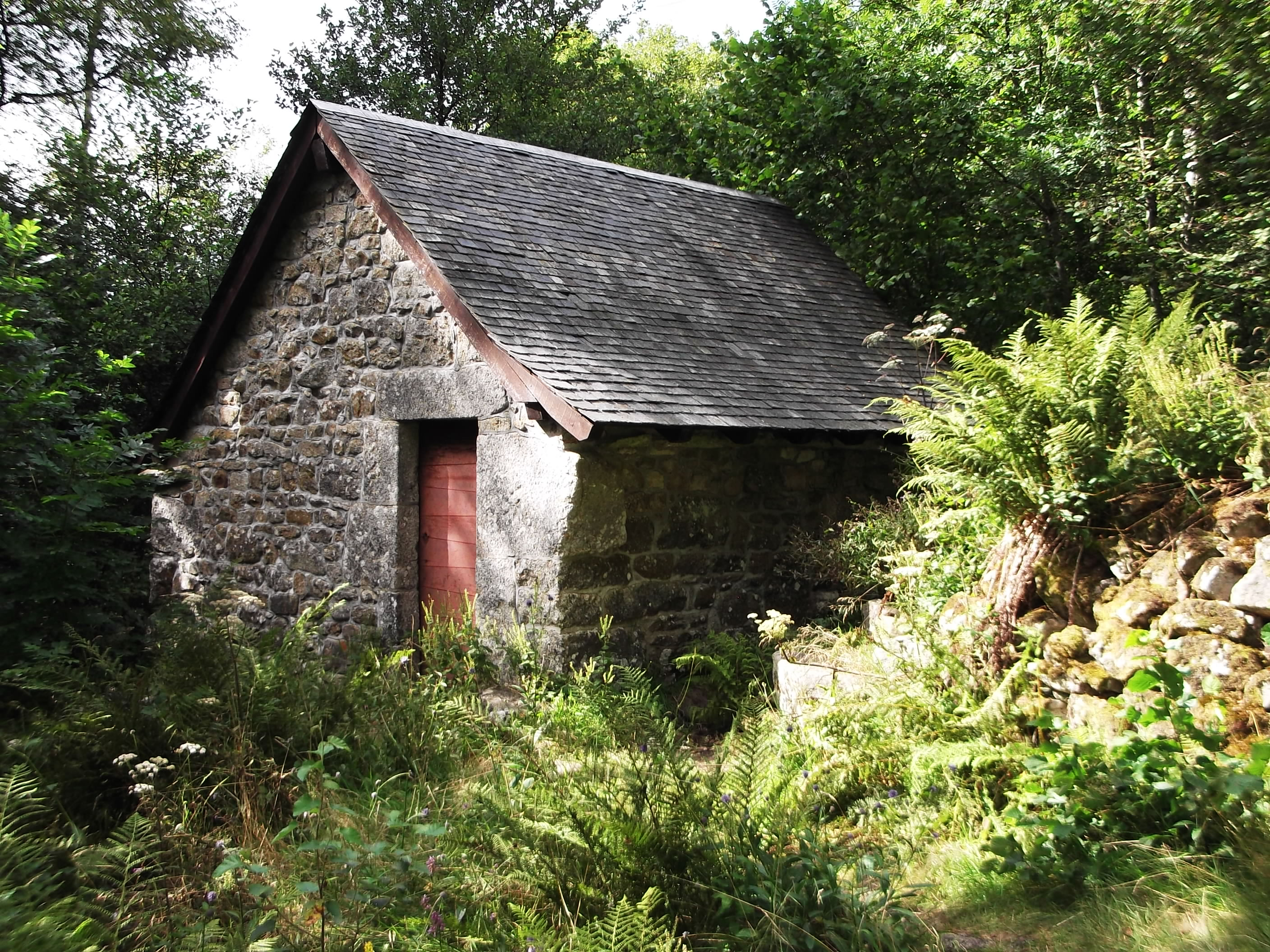
Bâtiment du Moulin Forest.
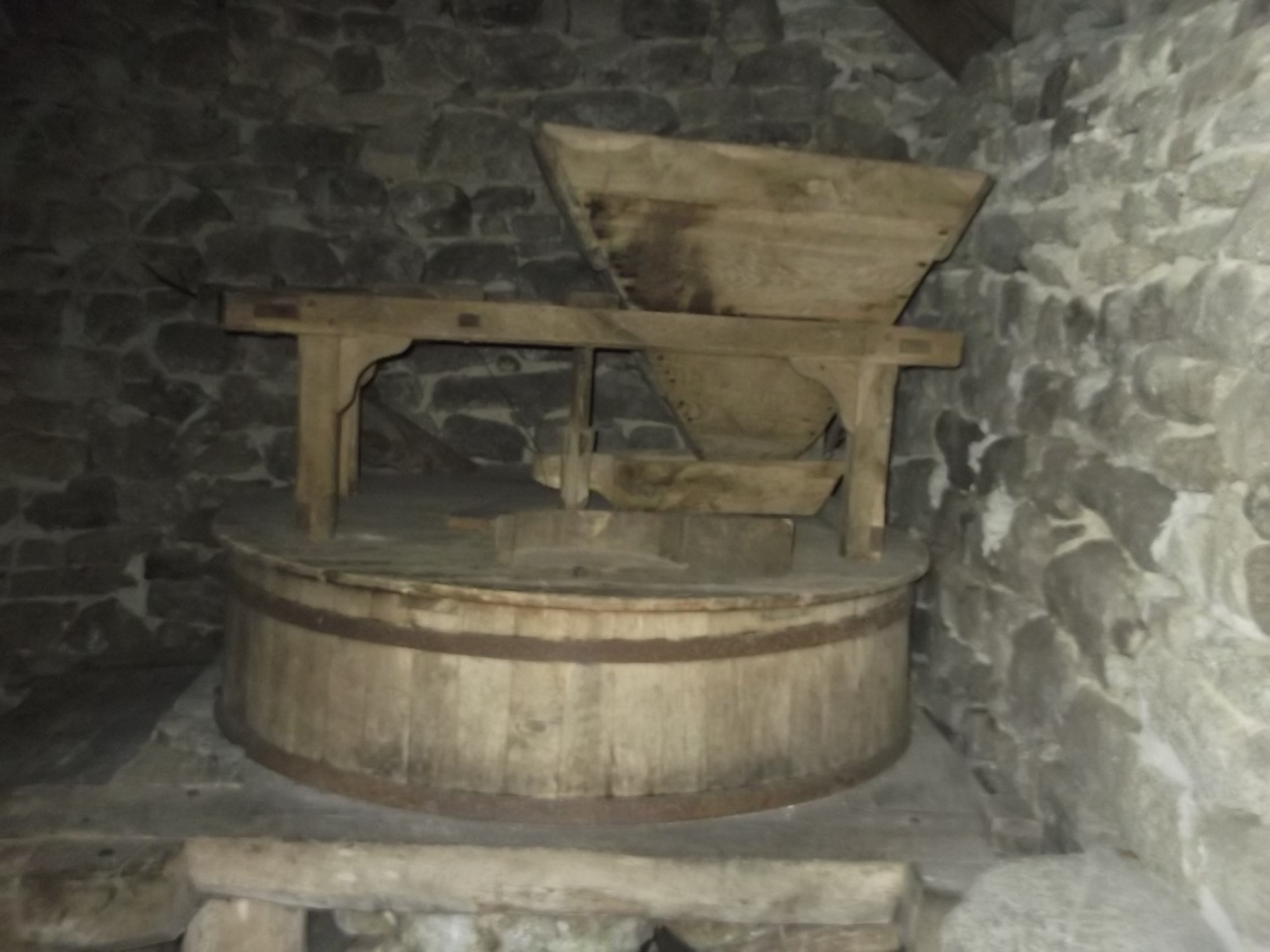
Mécanisme de meunerie du moulin dit « communal ».
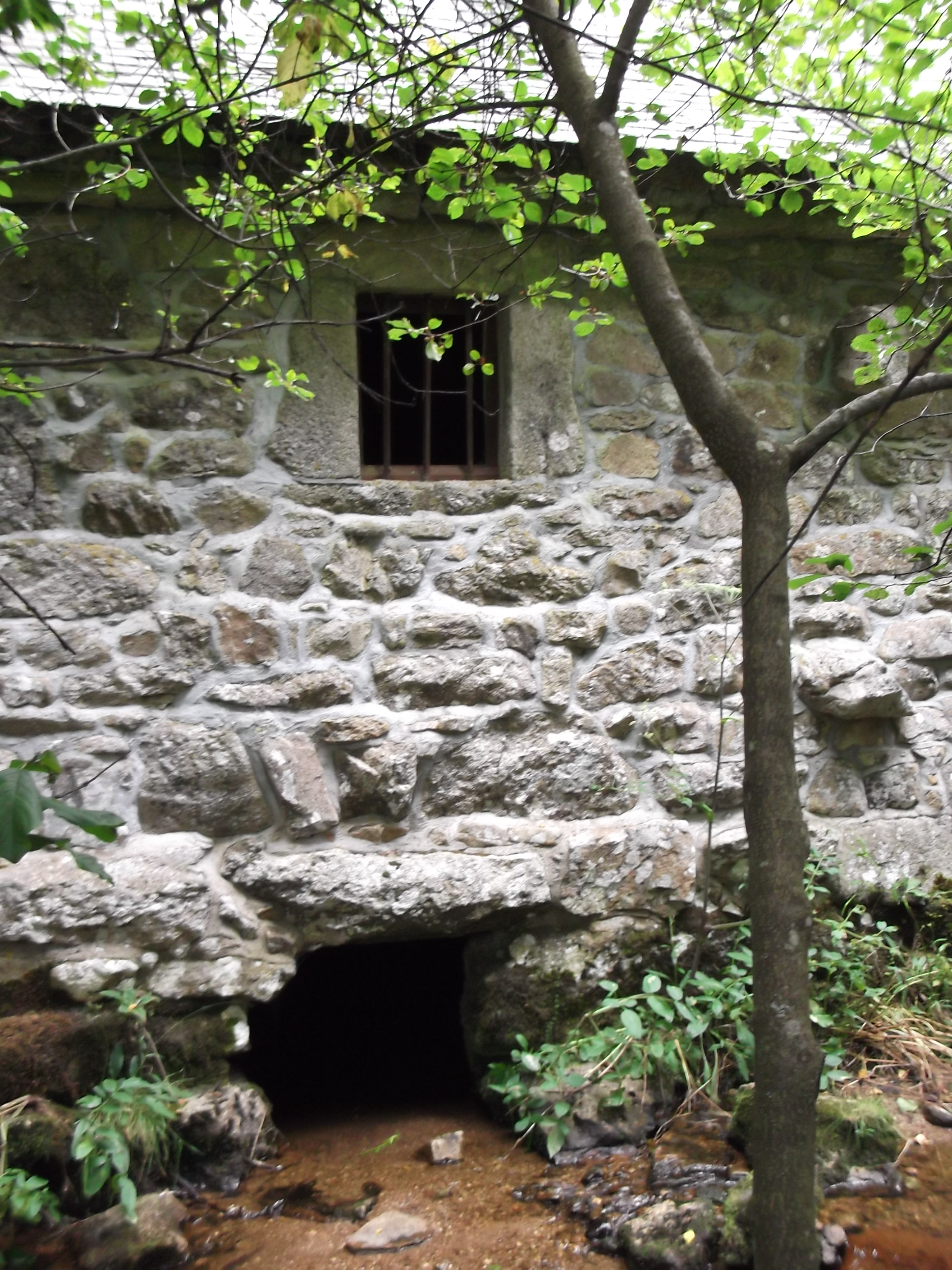
Façade ouest du bâtiment du Moulin Saugeras.
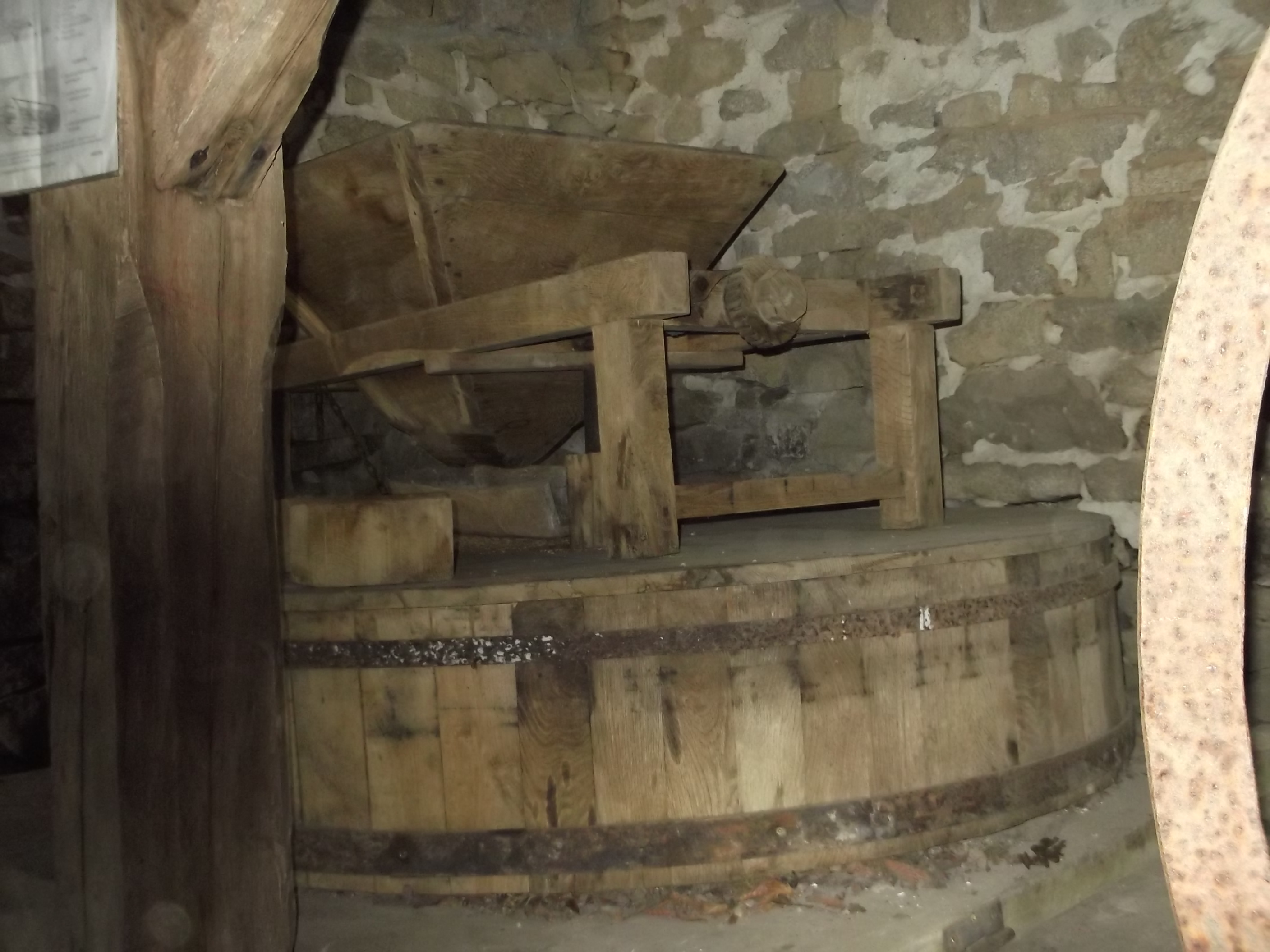
Mécanisme de meunerie du Moulin Saugeras.
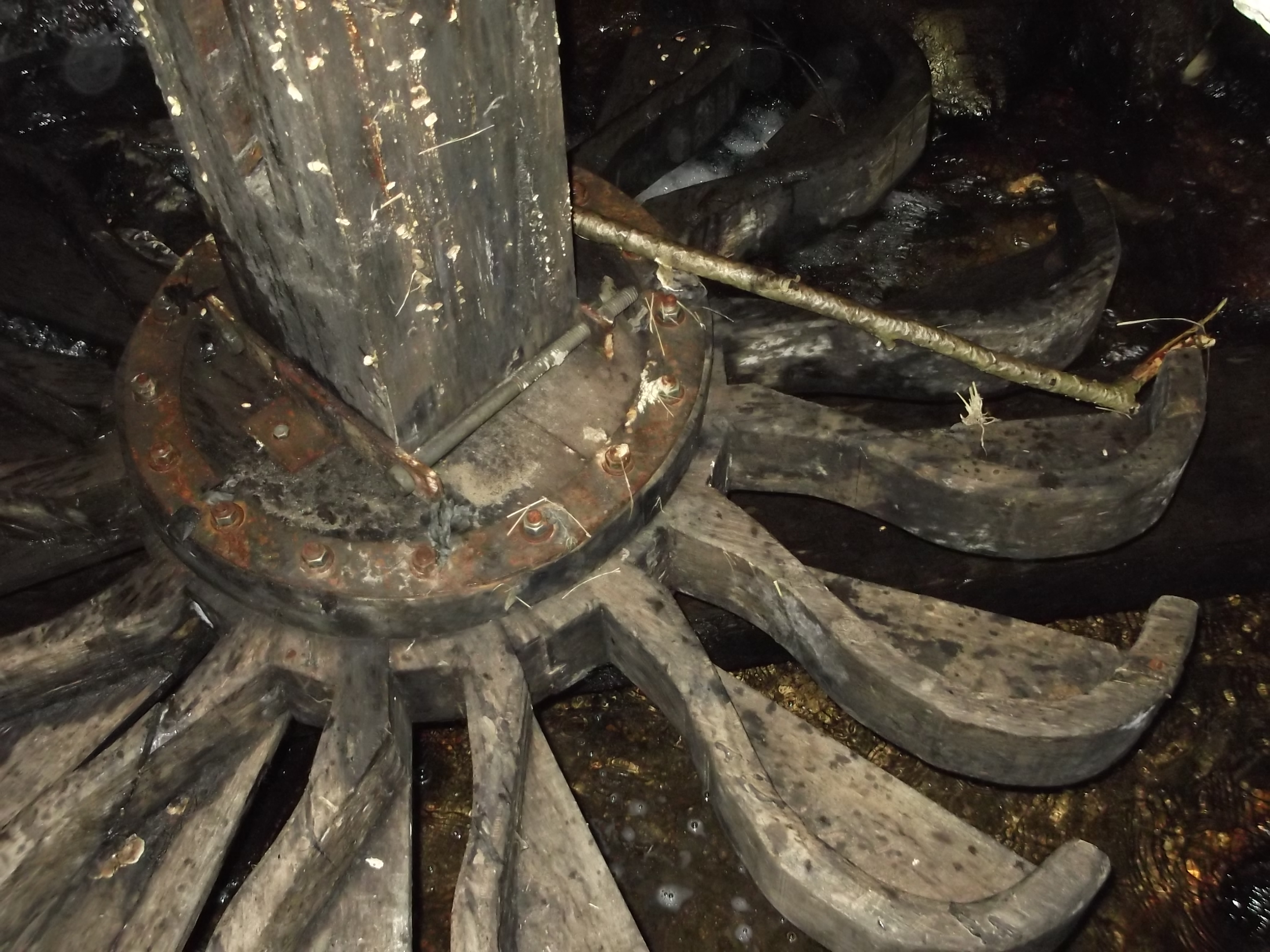
Roue à augets du Moulin Saugeras.

## Autres moulins de la commune de Pérols-sur-Vézère
Neuf petits moulins à eau sont répertoriés, dans la commune de Pérols-sur-Vézère, sur les cartes géographiques :
- Moulin d'Ars ;
- Moulin de Barsanges ;
- Moulin de Coudert ;
- Moulin d'Orluc ;
- Moulin de Pérols ;
- Moulins de Razel (3 moulins) ;
- Moulin de Variéras.

## Les moulins de Razel et Chaumeil dans l’histoire locale
Les moulins de Razel et Chaumeil ont une petite histoire de Résistance puisqu’en 1939/1945, réquisitions obligent, les Allemands posent des scellés sur les portes pour maîtriser la quantité de farine produite et, donc, réquisitionnable. Ils oublient que les habitants peuvent y entrer par la sortie d’eau, à la base des moulins, et les faire tourner la nuit pour nourrir les maquisards réfugiés dans les bois de la région.

## Les moulins de Razel et Chaumeil et l’évolution des techniques
Les moulins de Razel et Chaumeil, aussi modestes soient-ils, sont des témoins précieux d’un phénomène, qui est au cœur de l’histoire de l’économie et des techniques ; ce phénomène a été étudié par le grand historien Marc Bloch dans un texte consacré au moulin à eau, texte publié en 1935 ; dans cette étude, l’historien s’interroge sur le temps qu’il a fallu (plusieurs siècles) pour que le monde antique mette en place d’une manière très large des équipements de meunerie utilisant la technique du moulin à eau (une technique qui finira par remplacer les moulins mus par des humains ou par des animaux). C’est en effet seulement vers la fin de l’empire romain, au Ve siècle apr. J.-C. que, dans les diverses régions de l’empire, on se tourne vers une machine, le moulin à eau, depuis longtemps imaginée (on a, par exemple, une description de cette machine, faite par Vitruve, au Ier siècle av. J.-C.). Marc Bloch note que cette machine était sans doute née de la capacité inventive de quelques esprits ingénieux ; le progrès réel, qui a été d’utiliser cette idée ingénieuse, ne s’est en fait opéré, pour le moulin à eau, que sous la pression des forces sociales. De la même façon, le moulin à eau, tel qu’il fonctionnait à Razel et Chaumeil, dans le milieu du XXe siècle, n’avait pas encore laissé la place, à cette époque, à d’autres techniques de meunerie, qui avaient pourtant été inventées depuis près d’un siècle ; tous ces moulins, avec une roue horizontale à augets et une paire de meules en pierre, qui s’étaient installés tout au long des cours d’eau depuis quinze siècles, allaient être rendues obsolètes par d’autres techniques ; pour expliquer ce décalage entre l’invention d’une technique et son exploitation, un phénomène social a été mis en avant par Marc Bloch : le fléchissement de la population ; ainsi, une baisse démographique significative allait, dans les campagnes de Haute-Corrèze (la population de la commune de Pérols-sur-Vézère décroit de 1005 habitants en 1911 à 373 habitants en 1968), jouer un rôle important dans la mutation du processus technique et économique de la meunerie, au milieu du XXe siècle.